# یواس‌اس پوکاگان (وای‌تی‌بی-۸۳۶)
یواس‌اس پوکاگان (وای‌تی‌بی-۸۳۶) (به انگلیسی: USS Pokagon (YTB-836)) یک کشتی است که طول آن ۱۰۸ فوت (۳۳ متر) می‌باشد. این کشتی در سال ۱۹۶۹ ساخته شد.